# Social Distortion
Social Distortion (иные обозначения: Social D или SxDx) — американская панк-рок-группа, созданная в 1978 году в Фуллертоне, Калифорния. В её текущий состав входят вокалист/гитарист Майк Несс, гитарист Джонни Викершэм, басист Брент Хардинг и барабанщик Дэвид Хидальго Мл.
В 1985 году Social Distortion временно прекращала существование в связи с наркозависимостью и проблемами с законом Майка Несса, который в результате провёл около двух лет в различных реабилитационных центрах. Однако в 1986 году он вновь собрал Social D. С тех пор он активно занимается студийной и концертной деятельность до сих пор, несмотря на смерть от церебральной аневризмы гитариста Денниса Дэнелла, который был вторым после Несса ключевым музыкантом. После его смерти в 2000 году в группе сменилось большое количество участников. Единственным постоянным участником является основатель и фронтмен Майк Несс.
На данный момент Social Distortion выпустили семь полноценных студийных альбомов, две компиляции, один концертный альбом и два DVD.
8 января 2011 года выпустился новый альбом Social Distortion Hard Times and Nursery Rhymes.

## История

### Ранние годы (1978–82)
Social Distortion были образованы в конце 1978 года в Фуллертоне, Калифорния, Майком Нессом, вдохновлённым британской панк-сценой и более ранними группами, такими как The Rolling Stones. В первый состав группы входили Несс на лид-гитаре, братья Рик и Фрэнк Эгню на гитарах и барабанщик Кейси Ройер. Несс познакомился с Деннисом Дэнеллом, который был на год старше и учился в той же средней школе, и начал уговаривать его присоединиться к группе в качестве бас-гитариста, хотя Дэнелл не играл до этого на инструментах. После того, как Дэнелл присоединился к группе, её покинули Ройер и братья Эгню для того, чтобы образовать свою группу Adolescents. С Этого момента Майк и Деннис оставались единственными постоянными участниками вплоть до 2000 года, а басисты и барабанщики сменялись каждые несколько лет.
В 1981 году свет увидел первый сингл «Mainliner»/«Playpen», на котором Несс спел и сыграл на гитаре, Деннис на басу и Джон «Carrot» Стивенсон на ударных. Выпуском сингла занялся местный лейбл Posh Boy, который выпустил первые синглы и альбомы многих панк-групп из Оранж Каунти.
В этом же году выходит ныне культовый сборник Hell Comes To Your House, на котором две песни Social D «Lude Boy» (нигде больше не выпускавшаяся и ставшая коллекционерной редкостью) и «Telling Them» соседствовали с песнями пионеров дэт-рока Christian Death, 45 Grave и Super Heroines, а также альт. рокеров Redd Kross, остальные же группы остались известны лишь на локальном уровне.
В 1982 году на лейбле 13th Floor Records
группа выпустила второй сингл «1945», с кавер-версией песни Роллингов «Under My Thumb» и «Playpen» в качестве би-сайдов.
Позже, в 1982 году, состав группы, включавший Несса, Дэнелла (перешедшего на ритм-гитару), басиста Брента Лайлса и барабанщика Дерека О'Брайена, отправился в первый национальный тур совместно с панк-группой Youth Brigade. Этот тур был заснят для документального фильма Другое состояние разума (Another State of Mind), который не был выпущен до 1984 года.
В то же время, диджей лос-анджелесской радиостанции KROQ-FM Родни Бингенхеймер, ответственный за раскрутку панк-рока в начале 80-х, проникся симпатией к Social Distortion, и включил песню «1945» в свой сборник 1983 года Blood on the ROQ, вместе с такими группами, как Circle Jerks и Black Flag , и в сборник 1989 года The Best Of Rodney On The ROQ.

### Mommy's Little Monsterи первый перерыв (1983–85)
После окончания тура Another State of Mind 1982 года, группа приступила к записи своего дебютного альбома. Альбом, получивший название Mommy's Little Monster («Мамочкин маленький монстр») был записан 24 декабря 1982 года и выпущен в 1983 году на собственном лейбле группы 13th Floor Records. В альбом вошли 9 песен: агрессивная и вызывающая «The Creeps», названная в честь турне и повествующая о нём «Another State of Mind», «It Wasn't a Pretty Picture» о нелёгкой жизни в жестоком современном мире, нигилистические, рассказывающие о подростковом бунте «Telling Them», «Mommy's Little Monster» и «All the Answers», «Hour of Darkness» о разрушающей силе наркотиков, «Anti-Fashion» о протесте обществу потребления и следованию моде, и заканчивающая альбом пятиминутная «Moral Threat», рассказывающая о ксенофобии по отношению к панкам. С этим альбомом группа добилась национальной известности в панк-сообществе.
В 1984 году вышел документальный фильм Другое состояние разума, который был написан, спродюсирован и снят Питером Стюартом и Адамом Смоллом (одним из создателей скетч-шоу MADtv).
В своём комментарии к DVD, Несс заявлял, что ему некуда двигаться после его возвращения в Калифорнию по окончании тура. Он детально рассказывал, как безрассудно погружался в зависимость от тяжёлых наркотиков и неделями находился под воздействием героина.
В 1983 году, Лайлс и О'Брайен покинули группу в середине концерта в канун Нового года, и вскоре были заменены Джоном Маурером и Бобом Стаббсом. Маурер знал Несса ещё по фуллертонской школе. Однако, Стаббс пробыл совсем недолго и его заменил Кристофер Рис.
Наркотическая зависимость Несса продолжалась с 1984 по 1985 год, в то время как группа всё больше зарабатывала успех с Another State of Mind, показанном на MTV, и выступая в Калифорнии и Аризоне. Из-за нарастающей зависимости Несса и проблем с законом, в 1985 году Social Distortion решили взять отпуск. Весь последующий год Несс провёл в различных реабилитационных центрах и получил несколько коротких сроков  в тюрьме.

### Первое возвращениеи Prison Bound (1986–88)
Группа снова собралась в 1986 как только Несс закончил программу реабилитации наркозависимости. Они выпустили второй альбом  Prison Bound два года спустя в 1988 через пять лет после дебютного. В создании альбома приняли участие новые участники: Джон Маурер (бас гитара) и Кристофер Риз (барабаны).
Заметное изменение стиля коснулось  Prison Bound. В то время, как Mommy's Little Monster  был присущ стиль Панк-рока и Хардкор-панка, Prison Bound приобрел оттенок Кантри и знаменовал начало присвоения группой стиля, так называемого "cowpunk" (кантри-панк). Легенда Америки Джони Кэш и Британские The Rolling Stones, а точнее их Хонки-Тонк стиль, в те годы оказал большое влияние на музыку Social Distortion. В песнях  "Prison Bound" и "On My Nerves" имеются отсылки к Кэшу и "Роллингам". Так же SD включили в альбом кавер-версию песни "Роллингов"  "Backstreet Girl", которой присуще мажорная гамма, предвещавшая более акцентированное звучание кантри-панка в последующих альбомах.
Прошло 5 лет после выпуска дебютного альбома. Успех только начинался, и, по правде сказать, большие промежутки времени между выпуском альбомов стали характерны для Social Distortion. В 2003 Несс признался, что это небольшой маркетинговый ход - играть песни фанатам на протяжении нескольких лет, прежде чем записать их, но это всегда работает отлично для них же самих. "Мы знаем какие песни станут популярными для фанатов, даже прежде чем их запишем".

## Состав группы
- Майк Несс — вокал, соло-гитара (с 1978)
- Джонни «2 Bags» Викершэм — ритм-гитара (с 2000)
- Брент Хардинг — бас-гитара (с 2004)
- Дэвид Хидальго, мл. — ударные, перкуссия (с 2010)

## Дискография
- Mommy's Little Monster (1983)
- Prison Bound (1988)
- Social Distortion (1990)
- Somewhere Between Heaven and Hell (1992)
- White Light, White Heat, White Trash (1996)
- Sex, Love and Rock 'n' Roll (2004)
- Hard Times and Nursery Rhymes (2011)